# Lea Alaerts
Lea Alaerts, född 6 april 1954, är en friidrottare från Belgien. Hon deltog vid olympiska sommarspelen 1976 och olympiska sommarspelen 1980.